# Маршан (тауншип, Миннесота)
Маршан (англ. Marshan) — тауншип в округе Дакота, Миннесота, США. На 2000 год его население составило 1263 человека.

## География
По данным Бюро переписи населения США площадь тауншипа составляет 89,4 км², из которых 89,4 км² занимает суша, водоёмов нет.

## Демография
По данным переписи населения 2000 года здесь находились 1 263 человека, 404 домохозяйства и 347 семей.  Плотность населения —  14,1 чел./км².  На территории тауншипа расположено 409 построек со средней плотностью 4,6 построек на один квадратный километр. Расовый состав населения: 99,13 % белых, 0,24 % афроамериканцев, 0,08 % коренных американцев, 0,08 % — других рас США и 0,48 % приходится на две или более других рас. Испанцы или латиноамериканцы любой расы составляли 0,87 % от популяции тауншипа.
Из 404 домохозяйств в 44,3 % воспитывались дети до 18 лет, в 75,7 % проживали супружеские пары, в 5,0 % проживали незамужние женщины и в 14,1 % домохозяйств проживали несемейные люди. 9,9 % домохозяйств состояли из одного человека, при том 1,7 % из — одиноких пожилых людей старше 65 лет. Средний размер домохозяйства — 3,11, а семьи — 3,27 человека.
29,9 % населения — младше 18 лет, 7,5 % — в возрасте от 18 до 24 лет, 29,8 % — от 25 до 44, 25,4 % — от 45 до 64, и 7,4 % — старше 65 лет. Средний возраст — 36 лет. На каждые 100 женщин приходилось 105,0 мужчин.  На каждые 100 женщин старше 18 приходилось 107,3 мужчин.
Средний годовой доход домохозяйства составлял 62 171 доллар, а средний годовой доход семьи —  65 278 долларов. Средний доход мужчин —  43 580  долларов, в то время как у женщин — 30 455. Доход на душу населения составил 26 278 долларов. За чертой бедности находились 5,0 % семей и 6,6 % всего населения тауншипа, из которых 9,5 % младше 18 лет.